# パトムポン・ソムバットピブーン
パトムポン・ソムバットピブーン（タイ語: ปฐมพงศ์ สมบัติพิบูลย์、英: Pathomphong Sombatphiboon、1961年10月9日 - ）は、タイの歌手 。1993年にRSコーンパヒーの歌手として業界入り。彼はタイの有名なバンド、ストーン・メタル・ファイアのリーダーである。

## 略歴
- 1961年10月9日 タイ王国チュムポーン県で生まれた。
- 1993年年 RSコーンパヒーにの歌手として業界入り。

## 作品

### 部分歌
- 1998 - ガーイ•ガーン•パイ 「簡単すぎる (ง่ายเกินไป)」
- 2005 - サット•ター 「信じる (ศรัทธา)」

## 参照
1. ↑  ‘โป่ง หิน เหล็ก ไฟ’ พันธุ์ร็อกรุ่นใหญ่บนทางวิบากแห่งวงการเพลงไทย
2. ↑  ปฐมพงศ์ สมบัติพิบูลย์
3. ↑  ประวัติจากเว็บไซต์ของหิน เหล็ก ไฟ
4. ↑  ประวัติอย่างเป็นทางการของหินเหล็กไฟ